# Waldmeister
Der Waldmeister oder das Wohlriechende Labkraut (Galium odoratum, Synonym: Asperula odorata L.), auch Maikraut und Maienkraut genannt, ist eine Pflanzenart aus der Gattung der Labkräuter (Galium). Diese Art gedeiht meist in Laubwäldern in den gemäßigten Breiten Eurasiens. Der bekannteste Inhaltsstoff des Waldmeisters ist das Cumarin. Waldmeister wird als Heil- und Würzpflanze verwendet, beispielsweise für Waldmeisterbowle oder -bonbons.

## Beschreibung

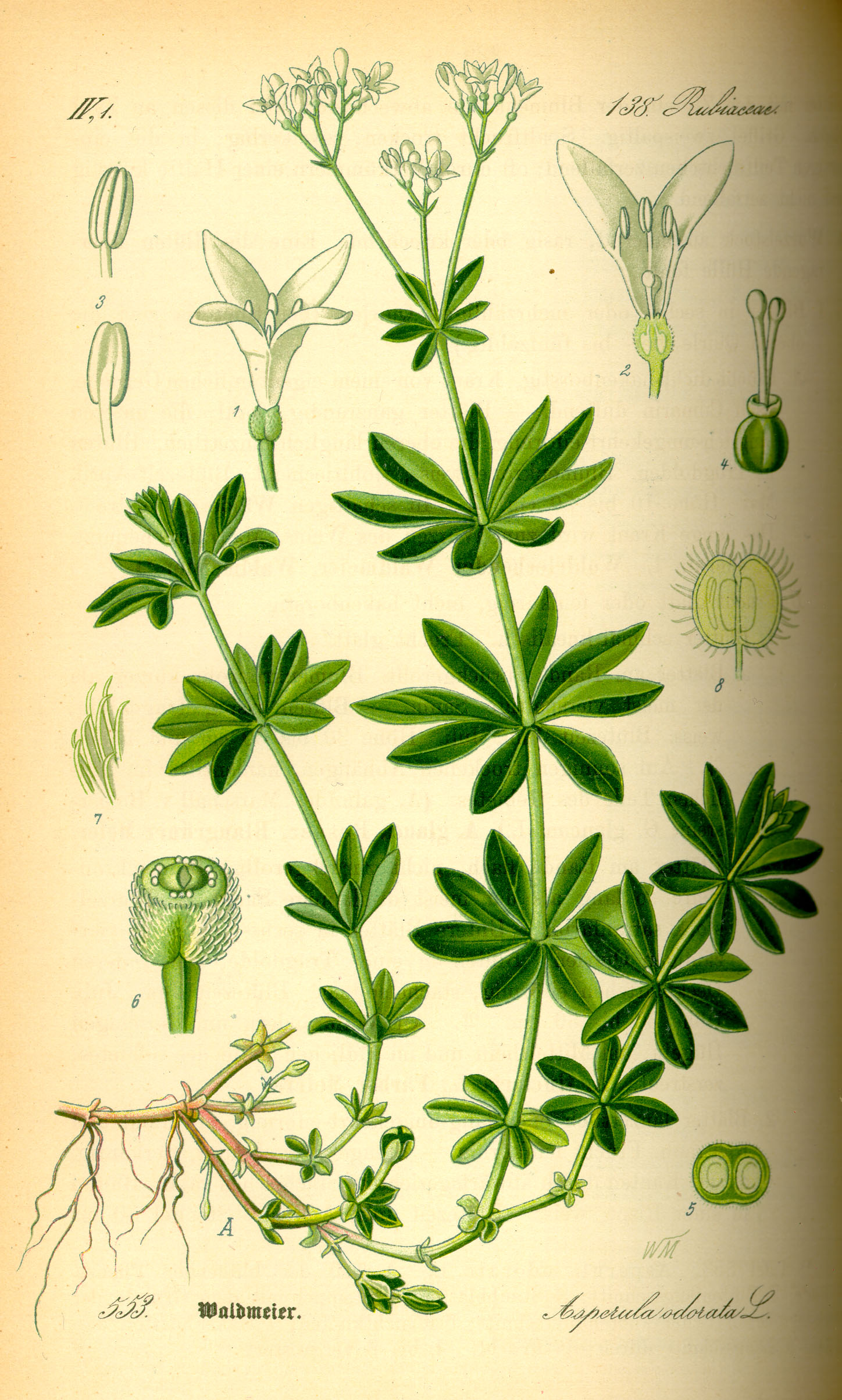
Illustration von O. W. Thomé

### Vegetative Merkmale

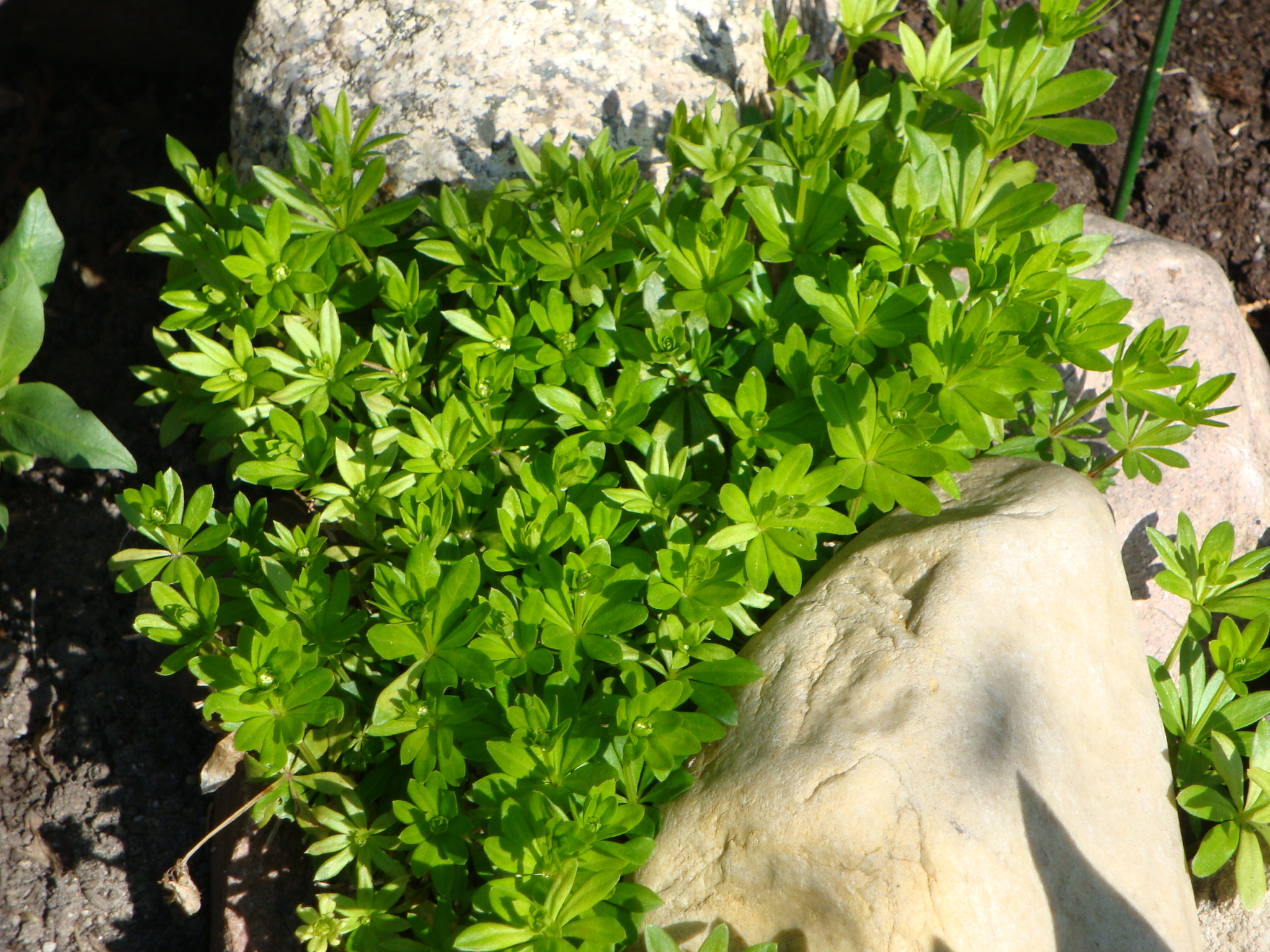
Blattwerk ohne Blüten

Waldmeister wächst als überwinternd grüne, ausdauernde krautige Pflanze und erreicht Wuchshöhen von 5 bis 50 cm. Dieser Hemikryptophyt bildet unterirdisch kriechende, dünne, mehr oder weniger lange Rhizome als Überdauerungsorgane, mit denen sich der Waldmeister auch vegetativ vermehren kann. Ihre aufrechten, unverzweigten, vierkantigen Stängel sind glatt und kahl, außer an den Knoten (Nodien), die kurz steif behaart sind.
Die zu sechst bis acht in Scheinwirteln am Stängel stehenden gegenständigen Blätter mit mehreren gleich aussehenden Nebenblättern sind sitzend bis zu einem Millimeter lang gestielt. Die einfache, einadrige Blattspreite ist länglich-lanzettlich oder schmal-elliptisch mit einer Länge von meist 15 bis 50 (6 bis 65) mm, einer Breite von meist 4,5 bis 15 (3 bis 17) mm und einem Länge/Breite-Verhältnis von etwa 4:1. Die Spreite verschmälert sich am Grund spitz bis keilförmig, die Spitze ist zugespitzt oder stumpf mit abrupter Stachelspitze. Der flache Blattrand ist rau. Die Blattflächen sind weitgehend kahl; es können vorwärtsgerichtete Mikrohaare auf der Oberseite und an der Mittelrippe der Unterseite vorhanden sein. Die Blätter werden beim Trocknen papierartig.

### Generative Merkmale

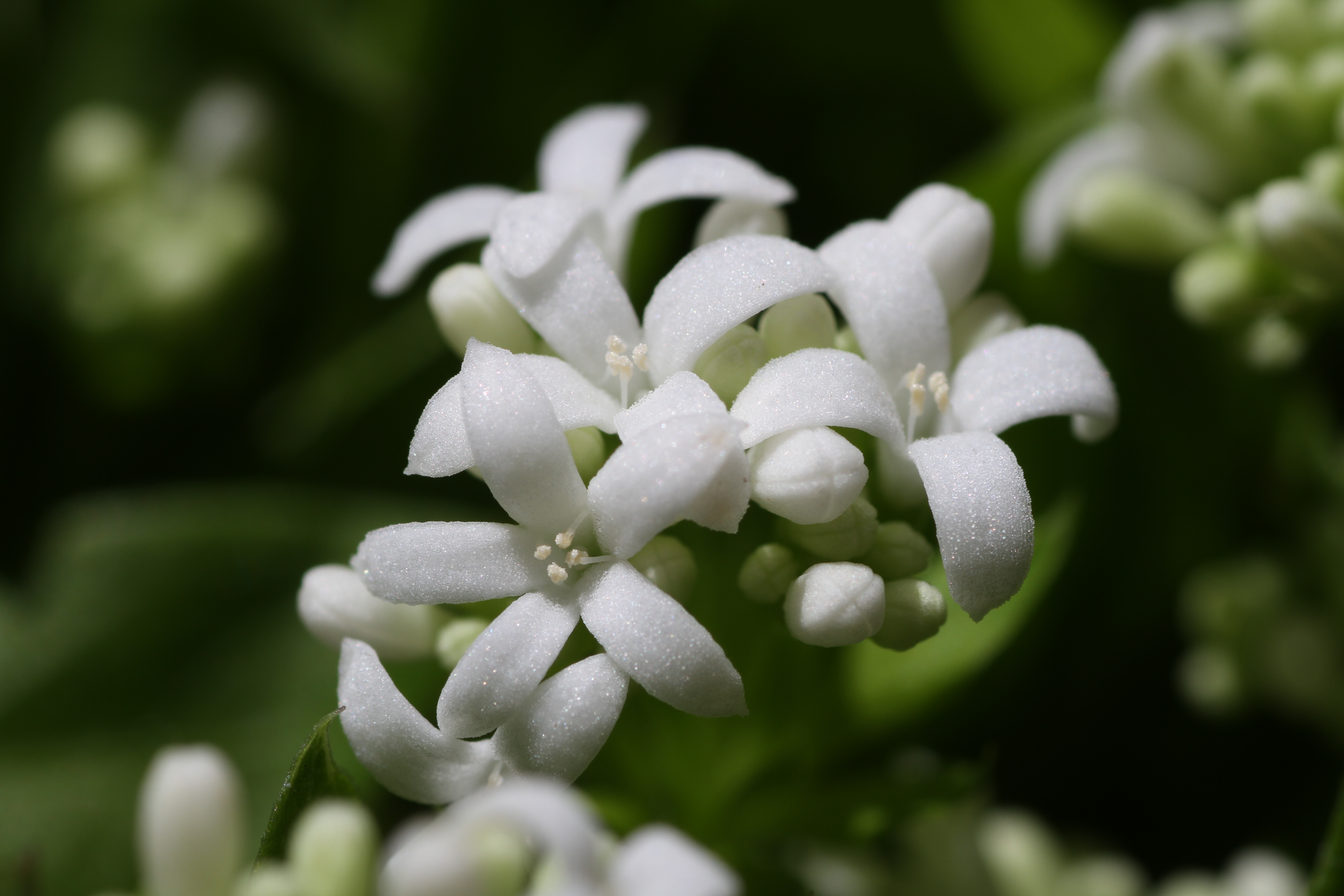
Blüten

Die Blütezeit reicht je nach Standort von April bis Mai oder Juni. Einige bis viele Blüten stehen in einem endständigen, zymösen Blütenstand zusammen. Es können laubblattähnliche Tragblätter vorhanden sein. Die Blütenstiele weisen eine Länge von 1 bis 4 Millimeter auf.
Die kleinen, zwittrigen Blüten sind radiärsymmetrisch und vierzählig. Der Kelch ist nur rudimentär ausgebildet. Die vier weißen oder bläulich-weißen, kahlen, 4,5 bis 6,5 mm langen und 3 bis 7 mm breiten Kronblätter sind auf etwa der Hälfte ihrer Länge mehr oder weniger breit trichterförmig verwachsen. Die Kronlappen sind dreieckig-spatelförmig mit spitzem oberen Ende. Es ist nur ein Kreis aus meist vier fertilen Staubblättern vorhanden, die in der Kronröhre inseriert sind. Zwei Fruchtblätter sind zu einem unterständigen, etwa 0,8 mm langen, ellipsoidischen bis verkehrt-eiförmigen, kurz steif behaarten Fruchtknoten verwachsen, der eine Samenanlage je Fruchtknotenkammer enthält. Die zwei Griffel sind bis oben hin frei mit je einer kopfigen Narbe. Es ist ein Diskus vorhanden.
Die trockene Spaltfrucht zerfällt in zwei einsamige Teilfrüchte. Die 2 bis 3 mm langen, eiförmigen bis fast kugeligen Teilfrüchte sind mit 1 bis 1,2 mm langen, hakigen Borsten besetzt. Mit den Borsten klammern sich die Teilfrüchte als Klettfrüchte an Fell, Gefieder oder auch Kleidungsstücken fest und können so weit ausgebreitet werden. Die Früchte reifen zwischen Juni und September.

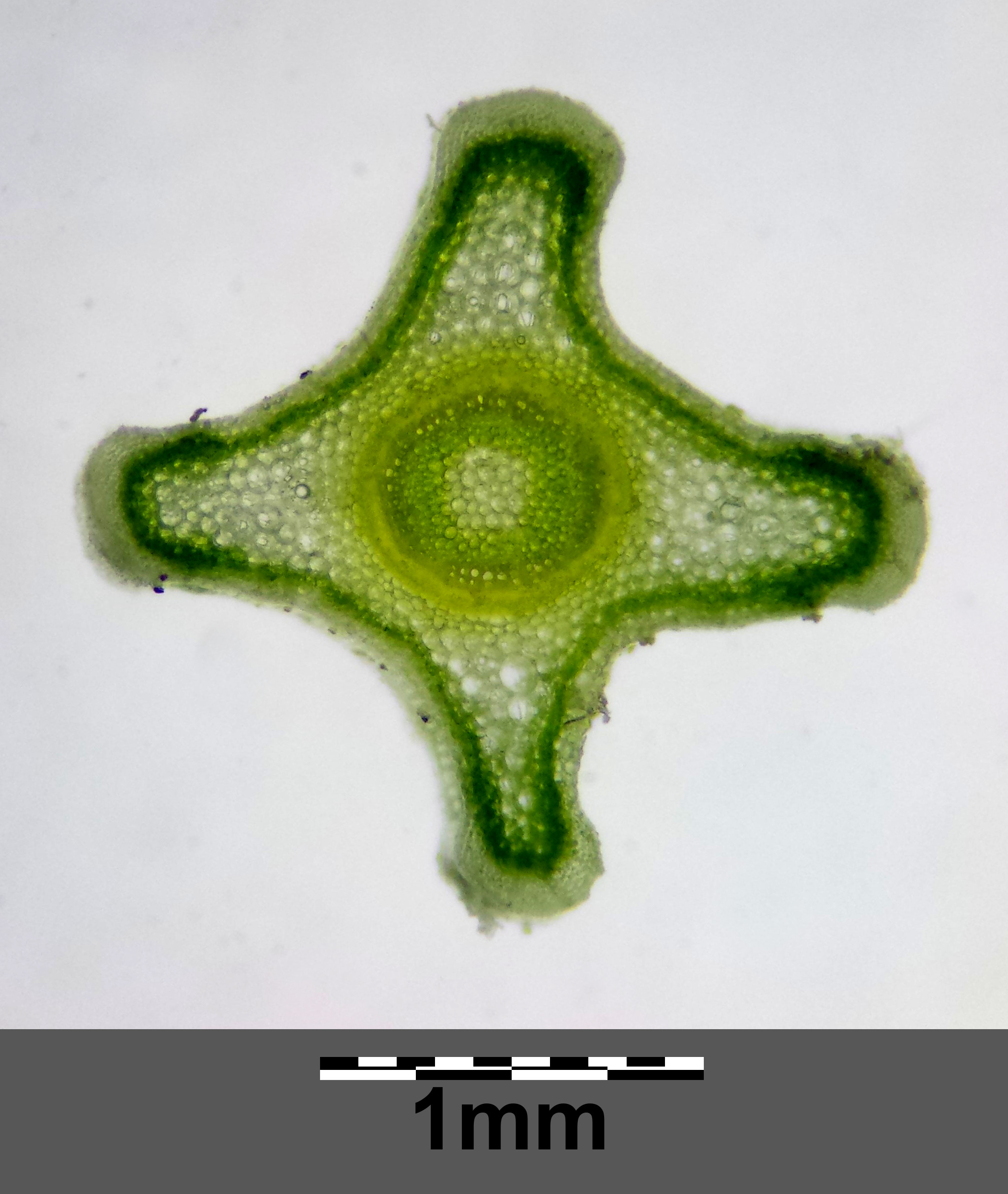
Stängelquerschnitt
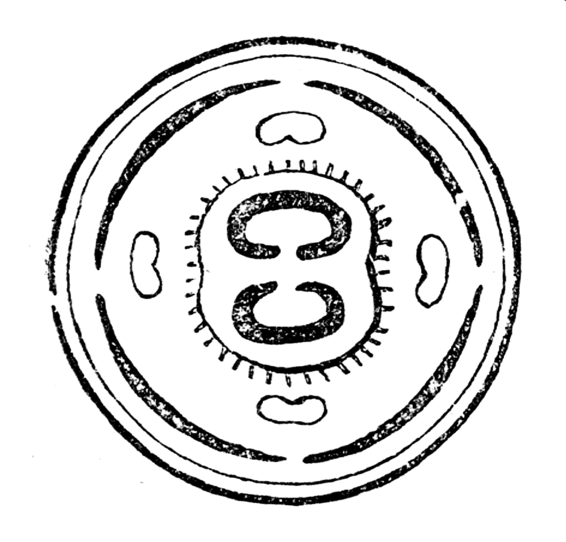
Blütendiagramm
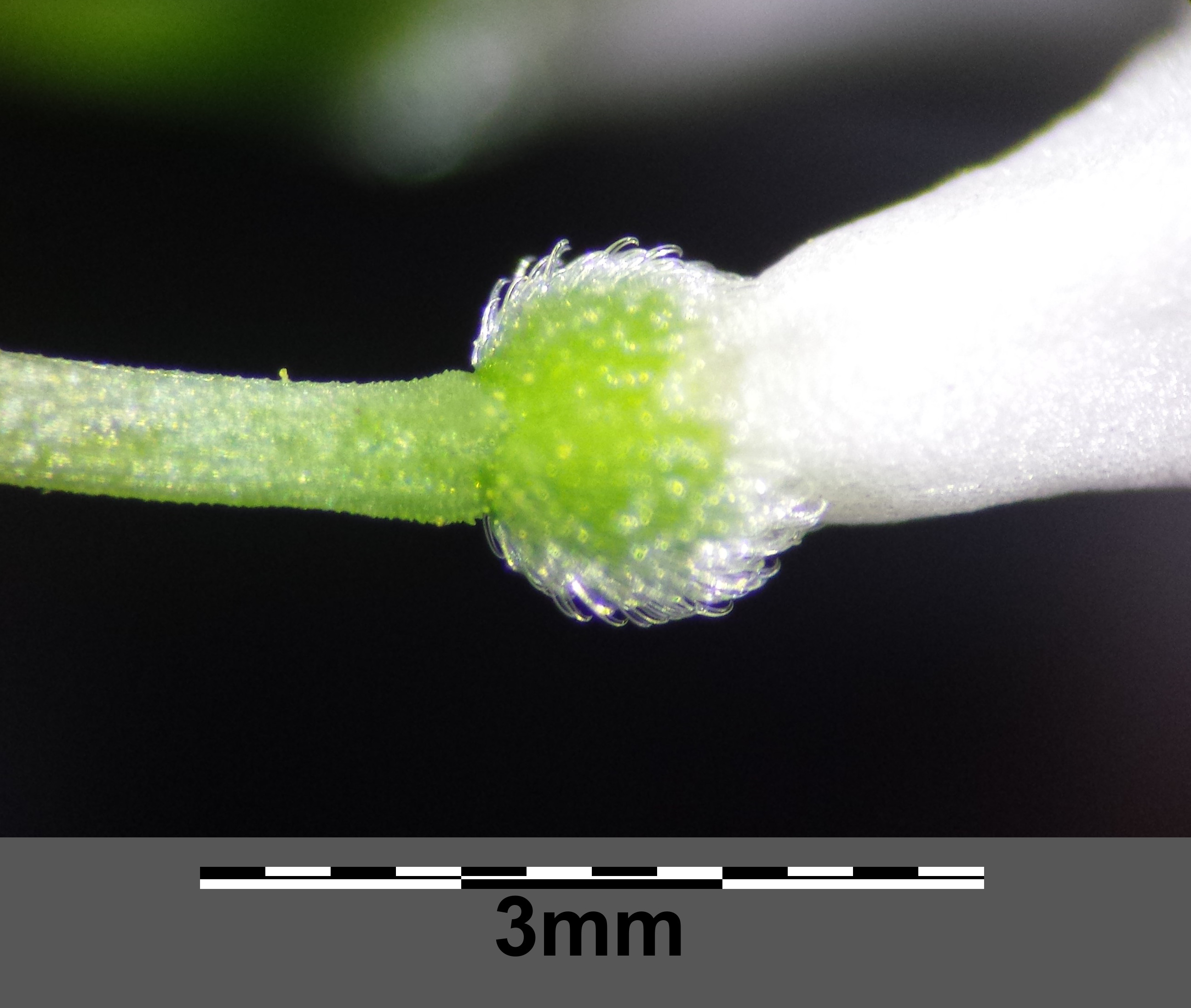
Fruchtknoten mit hakigen Borsten
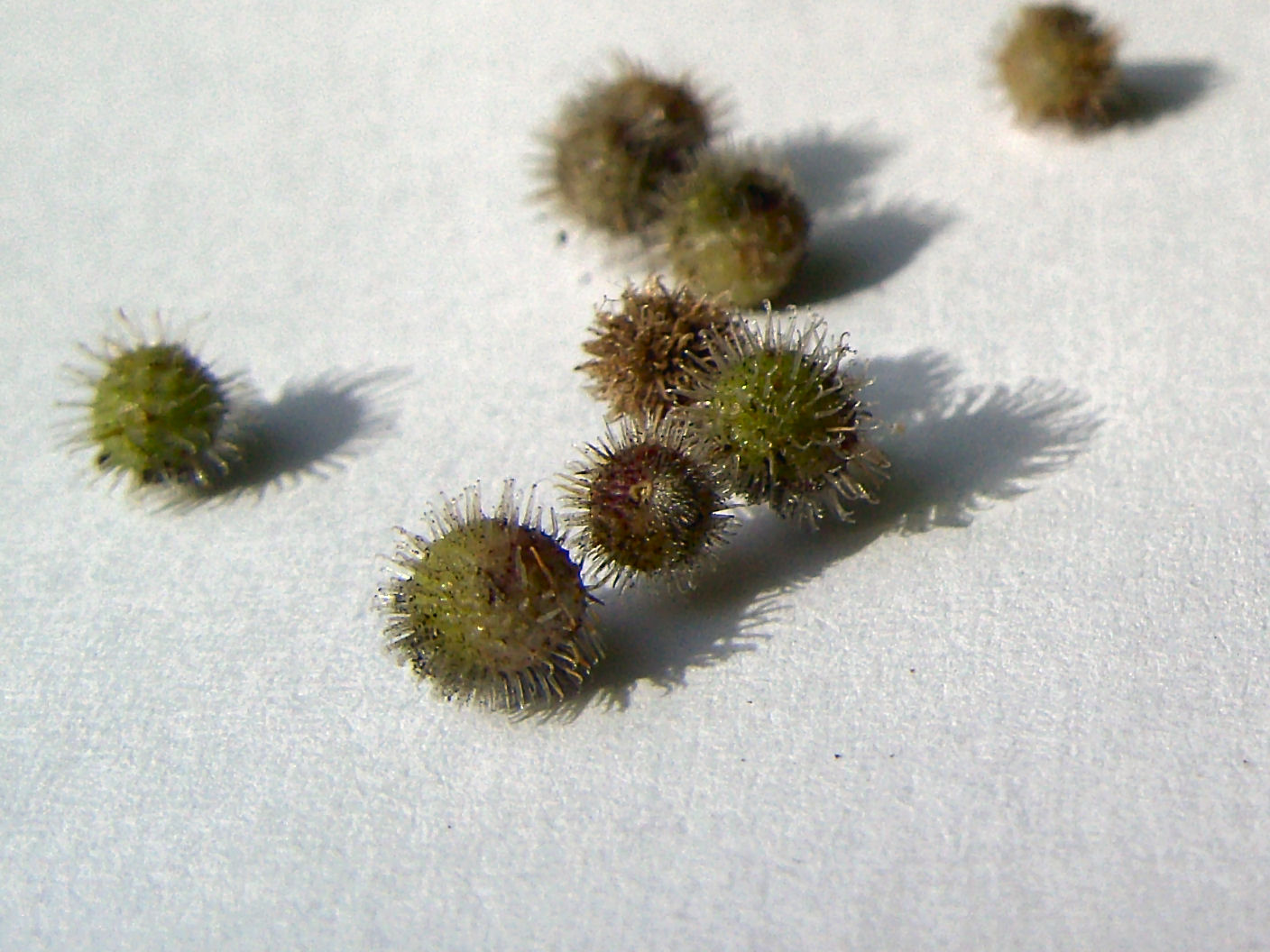
Klettfrüchte

### Chromosomenzahl
Die Chromosomenzahl der Art ist 2n = 44.

## Ökologie
Der Waldmeister ist ein wintergrüner Geophyt und Chamaephyt mit Rhizomen.
Waldmeister gehört zu den Pflanzenarten, die ihre männlichen Staubgefäße früher ausbilden als die weiblichen Geschlechtsorgane, eine Strategie, die Fremdbestäubung fördert. Die Blüten sind weiße, kleine Trichterblumen. Meist erfolgt die Bestäubung durch Fliegen; daneben ist auch Selbstbestäubung möglich.
Die Früchte sind borstig behaarte Spaltfrüchte, die die Klettausbreitung unterstützen. Die Samen sind Frostkeimer.
Die vegetative Vermehrung erfolgt sehr reichlich durch Ausläufer.
Mehrere Spannerarten sind auf Labkräuter wie den Waldmeister als Raupenfutterpflanze oligophag spezialisiert, so der Rotbinden-Blattspanner (oder Dunkelrote Bergwald-Blattspanner) (Catarhoe rubidata), der Olivgrüne Bergwald-Blattspanner (Colostygia olivata), der Rauchbraune Labkraut-Blattspanner (Lampropteryx suffumata) der Schluchten-Labkrautspanner (Nebula tophaceata) und polyphag der Gelblichweiße Kleinspanner (oder Labkraut-Kleinspanner) (Scopula floslactata).
Der Waldmeister wird von den Rostpilzen Puccinia asperulae-odoratae mit Aecidien, Uredien und Telien bzw. von Thekopsora guttata mit Uredien und Telien befallen.

## Vorkommen

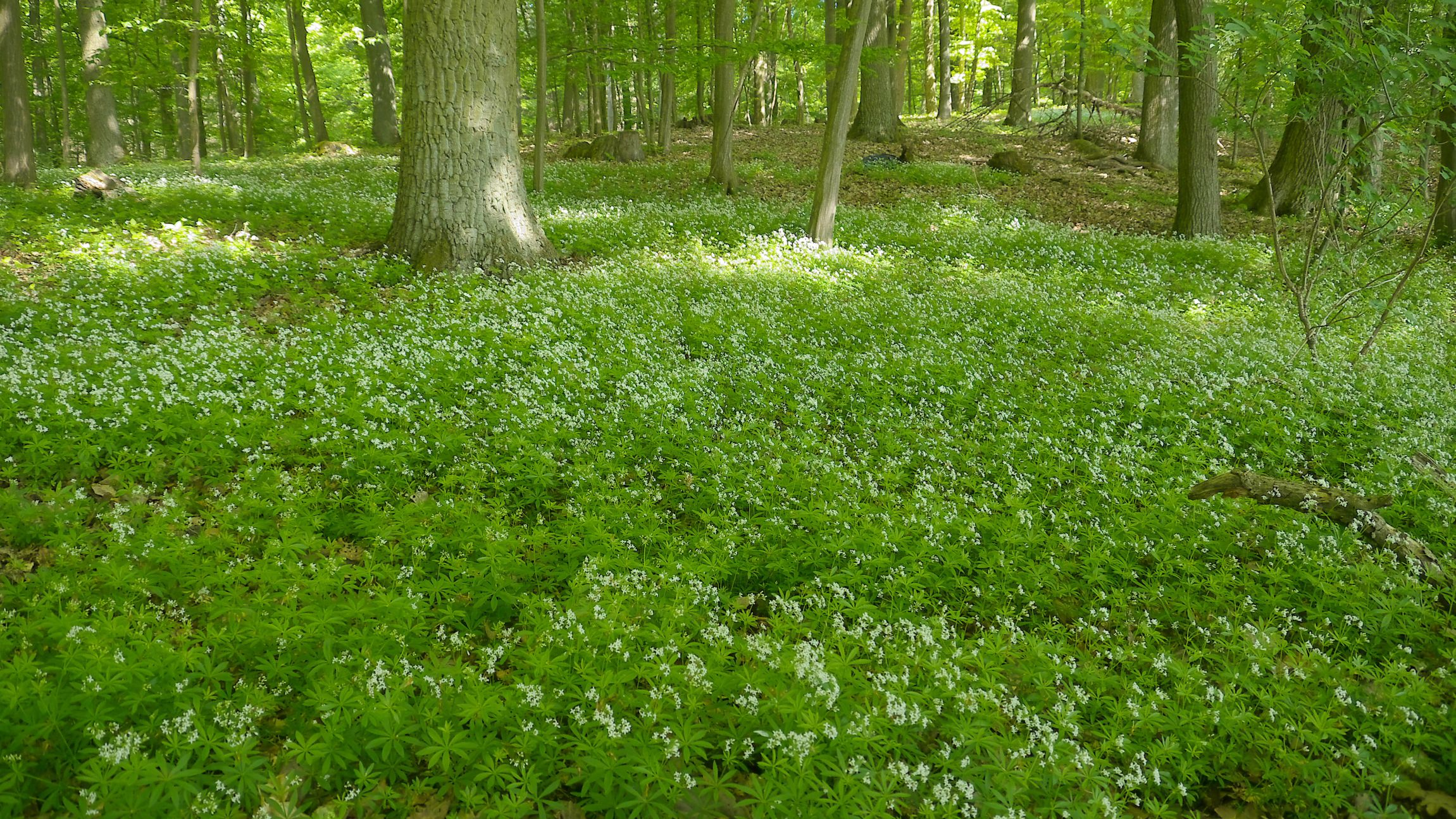
Großflächiges Waldmeistervorkommen am Großen Plunzsee im Naturschutzgebiet Grumsiner Forst/Redernswalde in Brandenburg

Der Waldmeister kommt ursprünglich in Gebieten Eurasiens mit gemäßigtem Klima und in Algerien vor. In Europa fehlt er in Portugal, auf Island und auf Sardinien. In Asien hat er u. a. Vorkommen in der Türkei, im Kaukasus, in Kasachstan, Westsibirien, Altai, China, Japan und Korea. Die Pflanze ist in den US-Bundesstaaten Colorado, Illinois, Minnesota, New York und Vermont ein Neophyt.
Er gedeiht meist in Höhenlagen von bis zu 1400 Meter in gemäßigten und kühlen Zonen. In den Allgäuer Alpen steigt er im Tiroler Teil am Schartschrofen bis zu 1580 m Meereshöhe auf.
In Mitteleuropa wächst der Waldmeister am häufigsten in schattigen Rotbuchenwäldern (die Art ist namensgebend für den Waldmeister-Buchenwald), kommt aber auch in Eichen-Hainbuchenwäldern vor. Waldmeister bevorzugt frische, lockere, nährstoff- und basenreiche Böden und zeigt Lehmböden an. Der Waldmeister ist nach Oberdorfer Kennart der Assoziation Asperulo odorati-Fagetum sylvaticae (Galio odorati-Fagetum) H. May. 1964 em. Oberd. 1983 (incl. Melico-Fagetum Lohm. in Seibert 1954) und Kennart des Verbandes Fagion sylvaticae Pawl. 1928, sein Hauptvorkommen befindet sich im Verband Carpinion Issl. 1931 em. Oberd. 1953.

## Systematik
Diese Art wurde 1753 unter dem Namen Asperula odorata durch Carl von Linné in Species Plantarum erstveröffentlicht. Sie wurde 1771 unter dem heute akzeptierten Namen Galium odoratum durch Giovanni Antonio Scopoli in die Gattung Galium gestellt.

## Inhaltsstoffe

Bildung des Cumarins beim Welken der Blätter des Waldmeisters

Im welkenden und trocknenden Zustand setzt der Waldmeister aus der geruchlosen Vorstufe Melilotosid (β-D-Glucosid der o-Cumarsäure) das den charakteristischen Waldmeistergeruch verursachende Cumarin frei. Der Cumarin-Gehalt beträgt im Schnitt rund 1 % der Trockenmasse. Weitere Inhaltsstoffe sind Iridoidglykoside, darunter Asperulosid, Monotropein und Scandosid.

## Toxikologie
Waldmeister ist als wenig bis kaum giftig eingestuft. Hauptwirkstoffe des Waldmeisters sind die zu 0,28 % im frischen Kraut enthaltenen Cumaringlykoside. Beim Welken wird daraus Cumarin freigesetzt, das Benommenheit und Kopfschmerzen sowie bei häufigem Verzehr Leberschäden hervorrufen kann.

### Empfehlungen bzgl. der konsumierbaren Menge
Als TDI (tolerable daily intake, tolerierte Tagesdosis) geht aus Studien des Bundesinstituts für Risikobewertung (BfR) von Anfang 2006 eine Menge von 0,1 Milligramm Cumarin pro Kilogramm Körpergewicht pro Tag hervor. Diesen TDI-Wert hat das BfR auf Basis neuer Daten zur Aufnahme und Bioverfügbarkeit von Cumarin im September 2012 bestätigt.
Geht man in Hinblick auf die Herstellung einer Waldmeister-Bowle davon aus, dass frisches Waldmeisterkraut im Schnitt ca. 1 % Cumarin aus der Trockenmasse freisetzt und dass die durchschnittliche Trockenmasse ca. 14,5 % des Frischgewichts beträgt, sollten zum Ansatz von 1 Liter Waldmeister-Bowle nicht mehr als 3 bis 3,5 Gramm frisches Waldmeisterkraut verwendet werden. In diesem Fall wird die Konzentration an Cumarin einen Wert von 5 mg/l nicht überschreiten und wäre damit selbst bei Konsum von 1 l Waldmeister-Bowle durch eine durchschnittlich schwere Person innerhalb der TDI-Empfehlung des BfR.

### Rechtliches
Die Nutzung von Cumarin sowie Aromen und Lebensmittelzutaten mit Aromaeigenschaften, die Cumarin von Natur aus enthalten, wird innerhalb der EU aktuell durch den Anhang III der Verordnung (EG) Nr. 1334/2008 (Aromenverordnung) geregelt. Demnach darf Cumarin als solches (d. h. als Reinstoff) Lebensmitteln nicht zugesetzt werden. Der Zusatz von Aromen und Lebensmittelzutaten mit Aromaeigenschaften, die Cumarin von Natur aus enthalten, und damit auch von Waldmeister, ist möglich. Dabei gelten lediglich bei vier Lebensmittelgruppen Cumarin-Höchstwerte:
- traditionelle und/oder saisonale Backwaren, bei denen Zimt in der Kennzeichnung angegeben ist: 50 mg pro kg
- Frühstücksgetreideerzeugnisse einschließlich Müsli: 20 mg pro kg
- Feine Backwaren außer traditionelle und/oder saisonale Backwaren, bei denen Zimt in der Kennzeichnung angegeben ist: 15 mg pro kg
- Dessertspeisen: 5 mg pro kg

Das Tabakerzeugnisgesetz und die Tabakerzeugnis-Verordnung (vgl. Anlagen 1 und 2 zu § 4 der TabakerzV) verbieten in Deutschland Waldmeister zur Verwendung in Tabakerzeugnissen und als Inhaltsstoff in elektronischen Zigaretten und Nachfüllbehältern nicht mehr (seit 2016). Cumarin ist aber in elektronischen Zigaretten und Nachfüllbehältern ein verbotener Inhaltsstoff.

## Nutzung

### Gewürz
Waldmeister ist die Aromakomponente, die der Maibowle (Waldmeisterbowle, Maitrank, Maiwein) ihren typischen Geschmack gibt. Auch zur Aromatisierung von Limonaden, Apfel- und Traubensaft sowie Cocktails wird Waldmeister genutzt. Waldmeister- oder Himbeersirup in Berliner Weißbier wird auch Weiße mit Schuss genannt.
Neben der Herstellung von Getränken wird er hauptsächlich bei der Zubereitung von Sirup und Süßspeisen, z. B. von Kompott, Gebäck und Torten, Pudding, Parfait und Eiscreme verwendet.
In Nordeuropa wird Waldmeister zur Aromatisierung von Wurstwaren genutzt. Er kann ebenfalls zum Verfeinern von Marinaden und Soßen verwendet werden.
Die frische Pflanze ist geruchlos. Den typischen, heuartigen Geruch verdankt der getrocknete Waldmeister dem Cumarin, der erst beim Trocknen der Pflanze entsteht (vgl. Abschnitt Inhaltsstoffe). Der Geschmack des Waldmeisters ist würzig, bitter und das Mundgefühl ist leicht adstringierend.
Zur Erzeugung von künstlichem Waldmeistergeschmack in Lebensmitteln kann diesen das Cumarinderivat 6-Methylcumarin in einer Menge von bis zu 30 mg/kg beigemengt werden.

### Heilpflanze
Waldmeister wirkt gefäßerweiternd, entzündungshemmend und krampflösend. Die Droge, das vor der Blüte gesammelte und getrocknete Kraut, heißt herba Asperulae odoratae oder Galii odoratae herba.
Waldmeister wird in der Volksheilkunde verwendet. Nach Madaus erwähnen erst mittelalterliche Quellen das Kraut als herzstärkend und schweißtreibend, gegen Leberleiden und Gelbsucht. Lonicerus’ Kreuterbuch (1564) lobe, dass es die entzündete Leber kühle, die verstopfte öffne, als Pflaster bei Eiterungen und heißen Geschwüren helfe. Von Hallers Medicin. Lexicon (1755) kenne es als Leber- und Wundkraut, Osianders Volksarzneymittel (1829) als Hustenmittel, Aschenbrenners Die neueren Arzneimittel (1851) als Diuretikum, bei Bauchwassersucht, Schulz’ Wirkung und Anwendung der deutschen Arzneipflanzen als Tee bei Hydrops und Lithiasis.
Leclerc zufolge lähme es das Gehirn, helfe laut Madaus deshalb bei Spasmen, erleichtere Schlaf und Verdauung, „besonders wenn diese von Schwindel und Angstgefühl begleitet ist“, vermehre den Harn und mache ihn klarer. Die Volksmedizin und Kneipp nutzten das Kraut bei Unterleibsschmerzen, ferner bei Brust- und Kopfschmerzen, zur Beruhigung, bei Husten, Wunden und Zahnweh. Es werde meist im Teegemisch genutzt. Ganz geringe Dosis aus frischen Pflanzen wirke erfrischend.

### Sonstige Nutzung
Waldmeister wird als Mottenbekämpfungsmittel genutzt.

## Mythologie
Waldmeister soll als Mittel gegen dämonische Kräfte verwendet worden sein. In Posen wurde Kühen, die nicht fressen wollten, Waldmeister mit etwas Salz gegeben. Hexen ließen sich angeblich durch eine Mischung von Waldmeister, Johanniskraut und Härtz Bilgen (Mentha pulegium) vertreiben.

## Etymologie

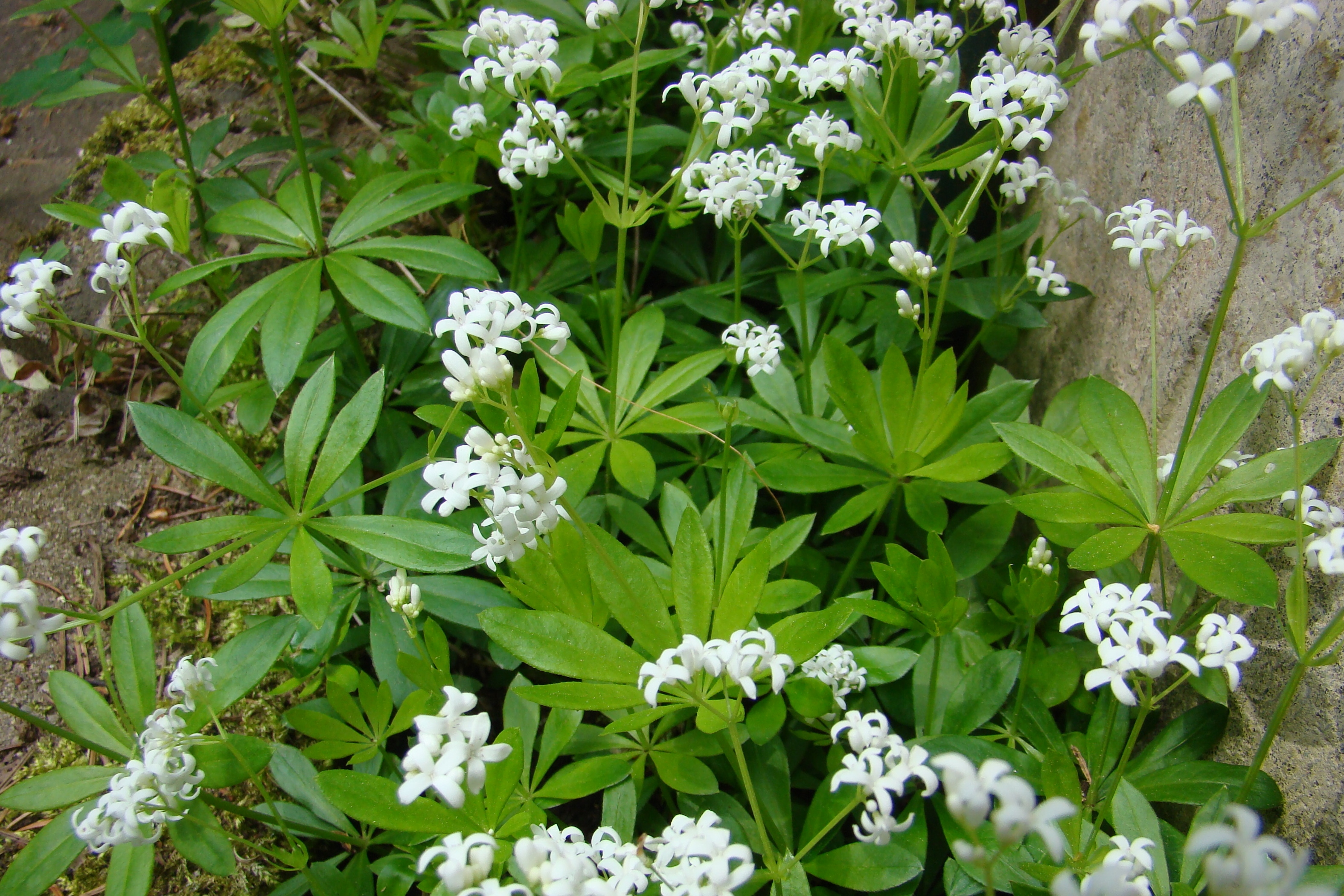
Blühender Waldmeister im Mai

Der Waldmeister erscheint in älteren botanischen und pharmazeutischen Schriften als lateinisch matrisylva, stellaria, hepatica, Hepatica stellata, alyssum; Conrad Gessner führt ihn unter den Bezeichnungen rubia silvatica aspera und muschetum minus, Tabernaemontanus als herbam cordialem.
Als weitere deutsche Trivialnamen wurden unter anderem Waldmeier, Mösch, Mäserich, Mai(en)kraut, Zehrkraut und Herz(ens)freu(n)d genannt. Im deutschsprachigen Raum werden oder wurden für diese Pflanzenart, zum Teil nur regional, auch die folgenden weiteren Trivialnamen verwandt: Gliedegenge (Schlesien), Gliedekraut (Schlesien), Gliederzunge, Gliedzwenge, Halskräutlein (Elsass), Herfreudeli (Bern, Freiburg), Herzfreud, Leberkraut, Mäsch (Mecklenburg), Mariengras, Massle, Meesske (Ostpreußen), Wohlriechend Megerkraut, Meiserich, Meister (Westfalen), Mentzel, Meserich (Schlesien), Meusch (Mecklenburg), Möschen (Holstein, Ostpreußen), Möseke (Mark bei Rheinsberg), Schumarkel, Sternleberkraut (Schweiz), Theekraut (Schweiz), User leiven Fraun Bedstoa (Göttingen), Waldmännlein und Wooldmester (Bremen, Unterweser) sowie Waldleberkraut.
Für den heute am weitesten verbreiteten deutschen Trivialnamen Waldmeister gibt es verschiedene Erklärungsvorschläge: Er wird gedeutet als ‚Meister des Waldes‘, also die erste und wichtigste Pflanze im Wald, oder auch im Sinne einer „im Walde wachsenden Pflanze mit meisterhafter Heilkraft“. Inhaltlich ähnlich sind die Trivialnamen im Serbischen, wo der Waldmeister prvenac (‚Erstling‘, ‚Anführer‘) genannt wird, im Französischen, wo man ihn reine des bois (‚Königin der Wälder‘) nennt, und in der lateinischen Bezeichnung matrisylva (‚Waldmutter‘). Eine andere Vermutung ist, dass Waldmeister aus der Bezeichnung Wald-Mösch(en) oder -Meiserich entstellt sei, die entweder auf eine niederdeutsche Ableitung zu mos (‚Moos‘) oder wie das französische (petit) muguet auf spätlateinisch muscus (‚Moschus‘) zurückgeführt wird, oder aus dem Namen Waldmeier; Meier ist dabei die deutschsprachige Bezeichnung für die Gattung Asperula, der der Waldmeister früher als Asperula odorata zugeordnet wurde. Der Begriff Meier wird wiederum als Variante der Pflanzenbezeichnung Miere verstanden, die seit dem 15. Jahrhundert als myer bekannt ist. Außerdem wird der Name auch über eine hypothetische mittellateinische Form herba Walteri Magistri, die als Waltermeister ins Deutsche übertragen worden sein soll, mit den im 13. Jahrhundert belegten Bezeichnungen mittelenglisch herbe wauter und mittellateinisch herba Walteri in Verbindung gebracht.

## Weitere Illustrationen

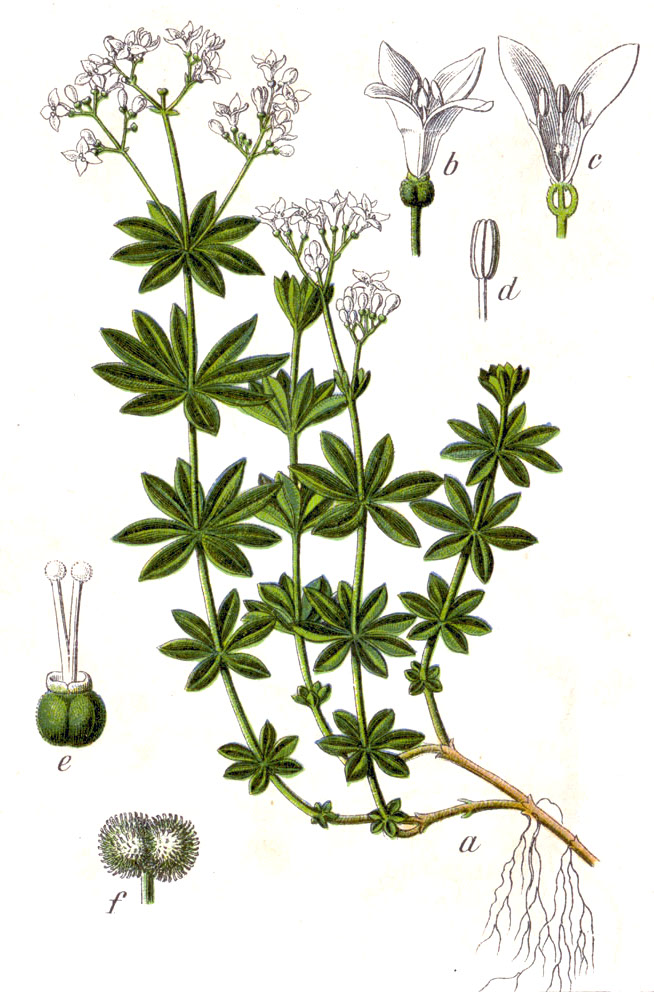
Illustration von Jacob Sturm
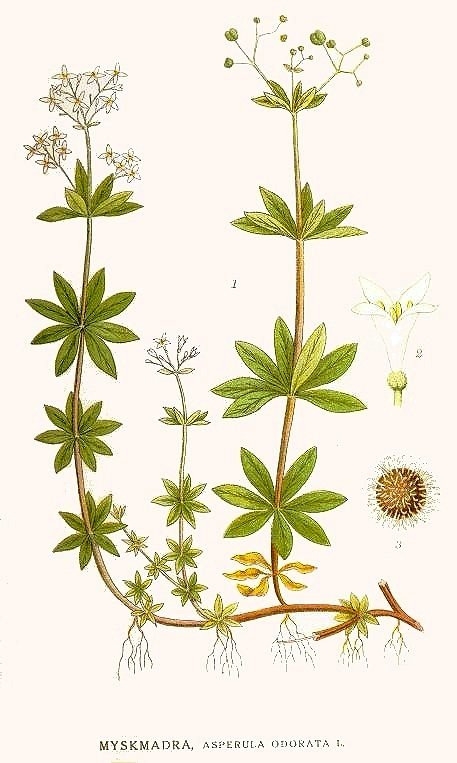
Illustration aus Bilder ur Nordens Flora
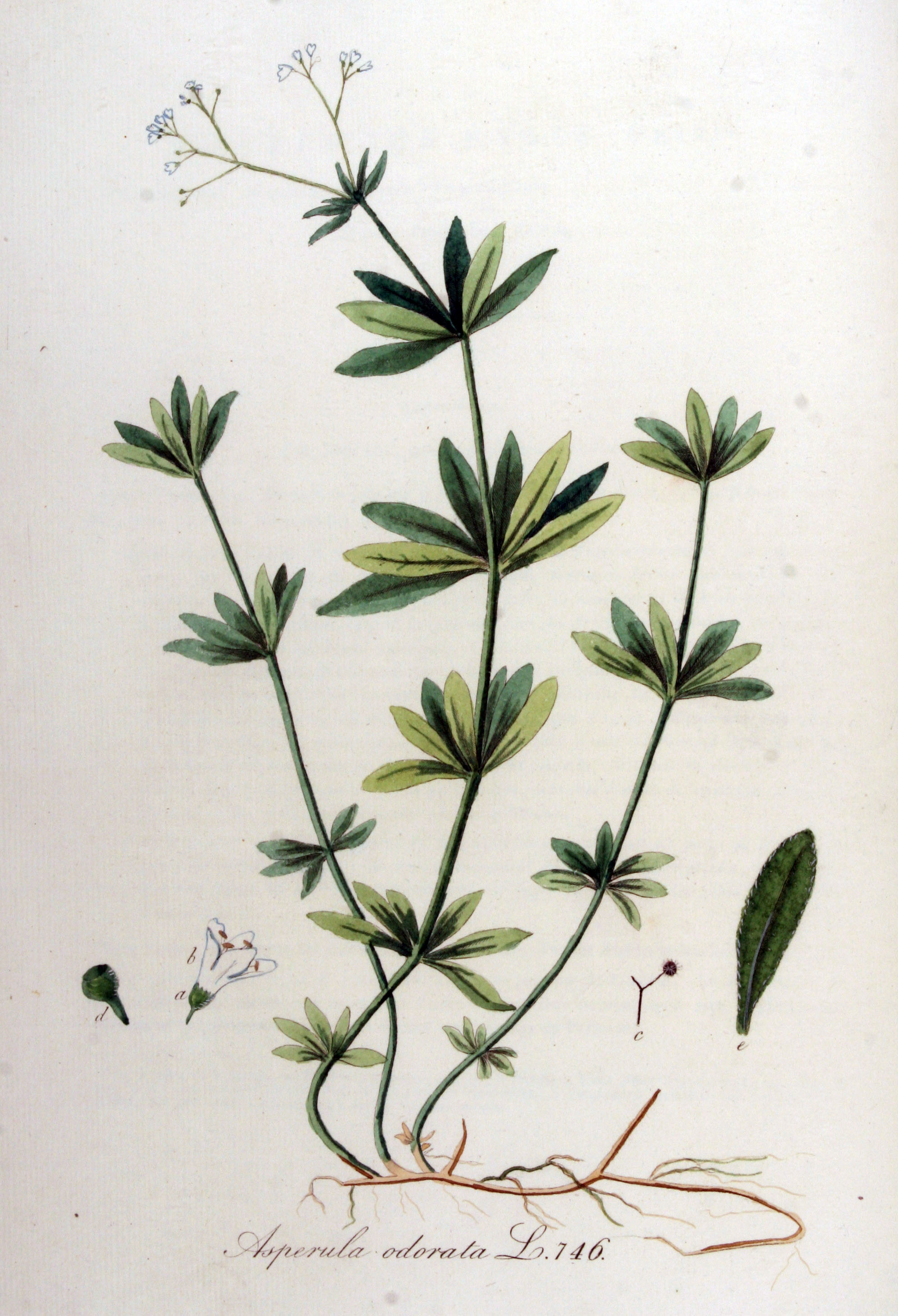
Illustration aus der Flora Batava